# 5655 (année hébraïque)
5655 (hébreu : ה'תרנ"ה, abbr. : תרנ"ה) est une année hébraïque qui a commencé à la veille au soir du 1er octobre 1894 et s'est finie le 18 septembre 1895. Cette année a compté 353 jours. Ce fut une année simple dans le cycle métonique, avec un seul mois de Adar. Ce fut la sixième année depuis la dernière année de chemitta.

## Calendrier
Ce calendrier hébraïque de l'année 5655 donne les correspondances avec les dates du calendrier grégorien.
Le premier nombre dans chaque case correspond au jour du mois hébraïque. Les jours en couleurs sont des jours remarquables juifs .
| ◄◄ | 5655 | ►► |

## Naissances
- Kadish Luz
- Moshe Feinstein

## Décès
5650 - 5651 - 5652 - 5653 - 5654 - 5655 - 5656 - 5657 - 5658 - 5659 - 5660